# イワトカゲ属
イワトカゲ属（イワトカゲぞく、Egernia）は、有鱗目トカゲ科に属する属。

## 分布
ニューギニア島にも生息するソトイワトカゲを除いてオーストラリア固有属

## 形態
最大種オオイワトカゲは最大全長75cmに達し、オーストラリアに生息するスキンク科の中でも最大。しかしヒメトゲオイワトカゲのように最大でも10cm前後の小型種もいる。
種によっては胴体や尾に棘状の突起が密集する。

## 分類
- Egernia arnhemensis
- Egernia carinata
- Egernia coventryi
- Egernia cunninghami　カニンガムイワトカゲ
- Egernia cygnitos ニシピルバラヒメイワトカゲ Western Pilbara spiny-tailed skink
- Egernia depressa　ヒメトゲオイワトカゲ
- Egernia douglasi
- Egernia epsisolus ヒガシピルバラヒメイワトカゲ Eastern Pilbara spiny-tailed skink
- Egernia formosa
- Egernia frerei　ソトイワトカゲ
- Egernia guthega
- Egernia hosmeri　ホズマーイワトカゲ
- Egernia inornata
- Egernia kingii
- Egernia kintorei
- Egernia luctuosa
- Egernia major　オオイワトカゲ
- Egernia margaretae
- Egernia mcpheei
- Egernia modesta
- Egernia montana
- Egernia multiscutata
- Egernia napoleonis
- Egernia pilbarensis
- Egernia pulchra
- Egernia richardi
- Egernia rugosa
- Egernia saxatilis
- Egernia slateri
- Egernia stokesii　ストケスイワトカゲ
- Egernia striata　ヤコウイワトカゲ
- Egernia striolata　キノボリイワトカゲ
- Egernia whitii

## 生態
森林から草原、砂漠といった様々な環境に生息する。主に昼行性だがヤコウイワトカゲは夜行性。カニンガムイワトカゲは平均10匹前後の小さい群れを作り生活する。
食性は雑食性で昆虫類、節足動物、陸棲の貝類、小型爬虫類、小型哺乳類、動物の死骸、花、果実等を食べる。
繁殖形態は卵胎生。

## 人間との関係
ペットとして飼育されることもあり、日本にも輸入されている。しかし多くの種が野生動物の輸出を禁止しているオーストラリアに生息しているため、動物園での展示用や研究用に過去に海外に持ち出された個体からの繁殖個体のみ少数流通する。ニューギニア島に生息するソトイワトカゲと、比較的飼育下での繁殖例が多いカニンガムイワトカゲは他種よりも流通量は多い。